# 鴨打瑛二
鴨打 瑛二（かもうち えいじ、2004年2月29日 - ）は、佐賀県小城市出身のプロ野球選手（投手・育成選手）。左投左打。読売ジャイアンツ所属。

## 経歴

### プロ入り前
小城市立砥川小学校1年の時に砥川少年野球クラブで軟式野球を始め、6年時の2015年にはホークスJr.に選出され、NPB12球団ジュニアトーナメントに出場して準優勝している。小城市立牛津中学校時代は、硬式野球（ボーイズリーグ）の黄城ボーイズに所属。
高校は長崎県の創成館高等学校に進学し、1年夏からベンチ入り。2年夏にはチームが甲子園球場での交流試合に出場したが、自身はベンチ外だった。3年夏の長崎県大会は3回戦で大崎と対戦。先発して8回を1失点に抑え3点差でリードするも、9回に無死一・二塁のピンチを作り降板。後続が逆転を許し敗戦した。
2021年10月11日に行われたプロ野球ドラフト会議において、読売ジャイアンツから育成選手ドラフト5巡目で指名を受け、11月29日に支度金290万円、年俸360万円（金額は推定）で仮契約を結んだ。背番号は047。

### 巨人時代
2022年はイースタン・リーグ1試合に登板した。
2023年はイースタン・リーグでの登板はなかった。
2024年は三軍で13試合に登板。44回を投げて防御率1.23、奪三振率8.80を記録した。オフに参加したアジアウインターベースボールリーグでは4試合に登板してトップタイの3勝を挙げ、防御率0.84を記録。決勝戦では先発投手を任され、優勝投手となりMVPを獲得した。

## 選手としての特徴
身長195cmの大型左腕。直球の最速は147km/h。

## 詳細情報

### 背番号
- 047（2022年[6] - ）